# Symboles vexillologiques
Les symboles vexillologiques ou symboles de la FIAV (Fédération internationale des associations vexillologiques) ou International flag identification symbols (IFIS) sont des symboles montrant l'utilisation possible des drapeaux et pavillons. Le système a été créé par Whitney Smith et introduit par la FIAV dans les années 1970.

## Grille de la FIAV
L'utilisation des drapeaux et pavillons est symbolisée par une grille () dont chaque case peut être marquée ou non d'un point.
La première ligne représente l'utilisation des drapeaux (drapeaux terrestres) et la seconde représente l'utilisation des pavillons (ou drapeaux maritimes). Les lignes sont séparées en trois colonnes : la première est affectée à l'usage civil, la deuxième à l'usage d'État et la troisième à l'usage militaire.
Si, sur une ligne, tous les trois critères civil, d'État et militaire sont utilisés, on parle de drapeau national. Le manque d'un critère pour un drapeau ne signifie pas pour autant qu'il ne s'agit pas d'un drapeau national. Il existe beaucoup de pays où la combinaison des trois critères n'est pas utilisée. 
De plus, en vexillologie, la désignation courante de drapeau de guerre ne signifie pas qu'un drapeau est utilisé uniquement en temps de guerre, mais plutôt qu'il est réservé à l'usage militaire.
La grille des symboles se base toujours sur les lois et décrets concernant l'utilisation des drapeaux et pavillons (de jure). Mais de facto, son utilisation peut varier considérablement.
|                   | Civil                                            | État                                                | Militaire                                 |
| ----------------- | ------------------------------------------------ | --------------------------------------------------- | ----------------------------------------- |
| Drapeau terrestre | Drapeau civil · (citoyens à terre)               | Drapeau d'État · (bâtiments publics non militaires) | Drapeau de guerre · (militaires à terre)  |
| Pavillon maritime | Pavillon marchand · (commerce, pêche, plaisance) | Pavillon d'État · (navires publics non militaires)  | Pavillon de guerre · (navires militaires) |

Liste des 26 = 64 variations possibles :
| Symbole                                       | Drapeau terrestre                             | Drapeau terrestre                             | Drapeau terrestre                             | Pavillon maritime                             | Pavillon maritime                             | Pavillon maritime                             | Signification                                               |
| Symbole                                       | Symbole décrivant l'usage, explicité ci-après | Symbole décrivant l'usage, explicité ci-après | Symbole décrivant l'usage, explicité ci-après | Symbole décrivant l'usage, explicité ci-après | Symbole décrivant l'usage, explicité ci-après | Symbole décrivant l'usage, explicité ci-après | Signification                                               |
| Symbole                                       | Civil                                         | État                                          | Guerre                                        | March.                                        | État                                          | Guerre                                        | Signification                                               |
| --------------------------------------------- | --------------------------------------------- | --------------------------------------------- | --------------------------------------------- | --------------------------------------------- | --------------------------------------------- | --------------------------------------------- | ----------------------------------------------------------- |
| Symbole décrivant l'usage, explicité ci-après |                                               |                                               |                                               |                                               |                                               |                                               | Aucun attribut                                              |
| Symbole décrivant l'usage, explicité ci-après |                                               |                                               |                                               |                                               |                                               | oui                                           | Pavillon de guerre                                          |
| Symbole décrivant l'usage, explicité ci-après |                                               |                                               |                                               |                                               | oui                                           |                                               | Pavillon d'État                                             |
| Symbole décrivant l'usage, explicité ci-après |                                               |                                               |                                               |                                               | oui                                           | oui                                           | Pavillon d'État et de guerre                                |
| Symbole décrivant l'usage, explicité ci-après |                                               |                                               |                                               | oui                                           |                                               |                                               | Pavillon marchand                                           |
| Symbole décrivant l'usage, explicité ci-après |                                               |                                               |                                               | oui                                           |                                               | oui                                           | Pavillon marchand et de guerre                              |
| Symbole décrivant l'usage, explicité ci-après |                                               |                                               |                                               | oui                                           | oui                                           |                                               | Pavillon marchand et d'État                                 |
| Symbole décrivant l'usage, explicité ci-après |                                               |                                               |                                               | oui                                           | oui                                           | oui                                           | Pavillon national                                           |
| Symbole décrivant l'usage, explicité ci-après |                                               |                                               | oui                                           |                                               |                                               |                                               | Drapeau de guerre                                           |
| Symbole décrivant l'usage, explicité ci-après |                                               |                                               | oui                                           |                                               |                                               | oui                                           | Drapeau et pavillon de guerre                               |
| Symbole décrivant l'usage, explicité ci-après |                                               |                                               | oui                                           |                                               | oui                                           |                                               | Drapeau de guerre et pavillon d'État                        |
| Symbole décrivant l'usage, explicité ci-après |                                               |                                               | oui                                           |                                               | oui                                           | oui                                           | Drapeau de guerre, pavillon d'État et de guerre             |
| Symbole décrivant l'usage, explicité ci-après |                                               |                                               | oui                                           | oui                                           |                                               |                                               | Drapeau de guerre et pavillon marchand                      |
| Symbole décrivant l'usage, explicité ci-après |                                               |                                               | oui                                           | oui                                           |                                               | oui                                           | Drapeau de guerre, pavillon marchand et de guerre           |
| Symbole décrivant l'usage, explicité ci-après |                                               |                                               | oui                                           | oui                                           | oui                                           |                                               | Drapeau de guerre, pavillon marchand et d'État              |
| Symbole décrivant l'usage, explicité ci-après |                                               |                                               | oui                                           | oui                                           | oui                                           | oui                                           | Drapeau de guerre et pavillon national                      |
| Symbole décrivant l'usage, explicité ci-après |                                               | oui                                           |                                               |                                               |                                               |                                               | Drapeau d'État                                              |
| Symbole décrivant l'usage, explicité ci-après |                                               | oui                                           |                                               |                                               |                                               | oui                                           | Drapeau d'État et pavillon de guerre                        |
| Symbole décrivant l'usage, explicité ci-après |                                               | oui                                           |                                               |                                               | oui                                           |                                               | Drapeau et pavillon d'État                                  |
| Symbole décrivant l'usage, explicité ci-après |                                               | oui                                           |                                               |                                               | oui                                           | oui                                           | Drapeau d'État, pavillon d'État et de guerre                |
| Symbole décrivant l'usage, explicité ci-après |                                               | oui                                           |                                               | oui                                           |                                               |                                               | Drapeau d'État et pavillon marchand                         |
| Symbole décrivant l'usage, explicité ci-après |                                               | oui                                           |                                               | oui                                           |                                               | oui                                           | Drapeau d'État, pavillon marchand et de guerre              |
| Symbole décrivant l'usage, explicité ci-après |                                               | oui                                           |                                               | oui                                           | oui                                           |                                               | Drapeau d'État, pavillon marchand et d'État                 |
| Symbole décrivant l'usage, explicité ci-après |                                               | oui                                           |                                               | oui                                           | oui                                           | oui                                           | Drapeau d'État et pavillon national                         |
| Symbole décrivant l'usage, explicité ci-après |                                               | oui                                           | oui                                           |                                               |                                               |                                               | Drapeau d'État et de guerre                                 |
| Symbole décrivant l'usage, explicité ci-après |                                               | oui                                           | oui                                           |                                               |                                               | oui                                           | Drapeau d'État, drapeau et pavillon de guerre               |
| Symbole décrivant l'usage, explicité ci-après |                                               | oui                                           | oui                                           |                                               | oui                                           |                                               | Drapeau d'État, drapeau de guerre et pavillon d'État        |
| Symbole décrivant l'usage, explicité ci-après |                                               | oui                                           | oui                                           |                                               | oui                                           | oui                                           | Drapeau d'État et de guerre, pavillon d'État et de guerre   |
| Symbole décrivant l'usage, explicité ci-après |                                               | oui                                           | oui                                           | oui                                           |                                               |                                               | Drapeau d'État, drapeau de guerre et pavillon marchand      |
| Symbole décrivant l'usage, explicité ci-après |                                               | oui                                           | oui                                           | oui                                           |                                               | oui                                           | Drapeau d'État et de guerre, pavillon marchand et de guerre |
| Symbole décrivant l'usage, explicité ci-après |                                               | oui                                           | oui                                           | oui                                           | oui                                           |                                               | Drapeau d'État et de guerre, pavillon marchand et d'État    |
| Symbole décrivant l'usage, explicité ci-après |                                               | oui                                           | oui                                           | oui                                           | oui                                           | oui                                           | Drapeau d'État, drapeau de guerre et pavillon national      |
| Symbole décrivant l'usage, explicité ci-après | oui                                           |                                               |                                               |                                               |                                               |                                               | Drapeau civil                                               |
| Symbole décrivant l'usage, explicité ci-après | oui                                           |                                               |                                               |                                               |                                               | oui                                           | Drapeau civil et pavillon de guerre                         |
| Symbole décrivant l'usage, explicité ci-après | oui                                           |                                               |                                               |                                               | oui                                           |                                               | Drapeau civil et pavillon d'État                            |
| Symbole décrivant l'usage, explicité ci-après | oui                                           |                                               |                                               |                                               | oui                                           | oui                                           | Drapeau civil, pavillon d'État et de guerre                 |
| Symbole décrivant l'usage, explicité ci-après | oui                                           |                                               |                                               | oui                                           |                                               |                                               | Drapeau civil et pavillon marchand                          |
| Symbole décrivant l'usage, explicité ci-après | oui                                           |                                               |                                               | oui                                           |                                               | oui                                           | Drapeau civil, pavillon marchand et de guerre               |
| Symbole décrivant l'usage, explicité ci-après | oui                                           |                                               |                                               | oui                                           | oui                                           |                                               | Drapeau civil, pavillon marchand et d'État                  |
| Symbole décrivant l'usage, explicité ci-après | oui                                           |                                               |                                               | oui                                           | oui                                           | oui                                           | Drapeau civil et pavillon national                          |
| Symbole décrivant l'usage, explicité ci-après | oui                                           |                                               | oui                                           |                                               |                                               |                                               | Drapeau civil et de guerre                                  |
| Symbole décrivant l'usage, explicité ci-après | oui                                           |                                               | oui                                           |                                               |                                               | oui                                           | Drapeau civil, drapeau et pavillon de guerre                |
| Symbole décrivant l'usage, explicité ci-après | oui                                           |                                               | oui                                           |                                               | oui                                           |                                               | Drapeau civil, drapeau de guerre et pavillon d'État         |
| Symbole décrivant l'usage, explicité ci-après | oui                                           |                                               | oui                                           |                                               | oui                                           | oui                                           | Drapeau civil et de guerre, pavillon d'État et de guerre    |
| Symbole décrivant l'usage, explicité ci-après | oui                                           |                                               | oui                                           | oui                                           |                                               |                                               | Drapeau civil, drapeau de guerre et pavillon marchand       |
| Symbole décrivant l'usage, explicité ci-après | oui                                           |                                               | oui                                           | oui                                           |                                               | oui                                           | Drapeau civil et de guerre, pavillon marchand et de guerre  |
| Symbole décrivant l'usage, explicité ci-après | oui                                           |                                               | oui                                           | oui                                           | oui                                           |                                               | Drapeau civil et de guerre, pavillon marchand et d'État     |
| Symbole décrivant l'usage, explicité ci-après | oui                                           |                                               | oui                                           | oui                                           | oui                                           | oui                                           | Drapeau civil, drapeau de guerre et pavillon national       |
| Symbole décrivant l'usage, explicité ci-après | oui                                           | oui                                           |                                               |                                               |                                               |                                               | Drapeau civil et d'État                                     |
| Symbole décrivant l'usage, explicité ci-après | oui                                           | oui                                           |                                               |                                               |                                               | oui                                           | Drapeau civil, drapeau d'État et pavillon de guerre         |
| Symbole décrivant l'usage, explicité ci-après | oui                                           | oui                                           |                                               |                                               | oui                                           |                                               | Drapeau civil, drapeau et pavillon d'État                   |
| Symbole décrivant l'usage, explicité ci-après | oui                                           | oui                                           |                                               |                                               | oui                                           | oui                                           | Drapeau civil et d'État, pavillon d'État et de guerre       |
| Symbole décrivant l'usage, explicité ci-après | oui                                           | oui                                           |                                               | oui                                           |                                               |                                               | Drapeau civil, drapeau d'État et pavillon marchand          |
| Symbole décrivant l'usage, explicité ci-après | oui                                           | oui                                           |                                               | oui                                           |                                               | oui                                           | Drapeau civil et d'État, pavillon marchand et de guerre     |
| Symbole décrivant l'usage, explicité ci-après | oui                                           | oui                                           |                                               | oui                                           | oui                                           |                                               | Drapeau civil et d'État, pavillon marchand et d'État        |
| Symbole décrivant l'usage, explicité ci-après | oui                                           | oui                                           |                                               | oui                                           | oui                                           | oui                                           | Drapeau civil, drapeau d'État et pavillon national          |
| Symbole décrivant l'usage, explicité ci-après | oui                                           | oui                                           | oui                                           |                                               |                                               |                                               | Drapeau national                                            |
| Symbole décrivant l'usage, explicité ci-après | oui                                           | oui                                           | oui                                           |                                               |                                               | oui                                           | Drapeau national et pavillon de guerre                      |
| Symbole décrivant l'usage, explicité ci-après | oui                                           | oui                                           | oui                                           |                                               | oui                                           |                                               | Drapeau national et pavillon d'État                         |
| Symbole décrivant l'usage, explicité ci-après | oui                                           | oui                                           | oui                                           |                                               | oui                                           | oui                                           | Drapeau national, pavillon d'État et de guerre              |
| Symbole décrivant l'usage, explicité ci-après | oui                                           | oui                                           | oui                                           | oui                                           |                                               |                                               | Drapeau national et pavillon marchand                       |
| Symbole décrivant l'usage, explicité ci-après | oui                                           | oui                                           | oui                                           | oui                                           |                                               | oui                                           | Drapeau national, pavillon marchand et de guerre            |
| Symbole décrivant l'usage, explicité ci-après | oui                                           | oui                                           | oui                                           | oui                                           | oui                                           |                                               | Drapeau national, pavillon marchand et d'État               |
| Symbole décrivant l'usage, explicité ci-après | oui                                           | oui                                           | oui                                           | oui                                           | oui                                           | oui                                           | Drapeau et pavillon national                                |

### Exemple

Drapeau et pavillon national utilisé par les civils péruviens sur terre et en mer
Drapeau et pavillon d'État utilisé par le gouvernement péruvien sur terre et en mer
Drapeau de guerre utilisé par l'armée péruvienne
Pavillon de guerre utilisé par la marine péruvienne

## Fonctions des drapeaux et pavillons
Les fonctions des drapeaux et pavillons sont aussi formulées par les symboles suivants. Les symboles marqués d'une astérisque (*) ne faisaient pas partie du système introduit par Whitney Smith à l'origine :
| Symbole                                       | Signification                                                                  |
| --------------------------------------------- | ------------------------------------------------------------------------------ |
| Symbole décrivant l'usage, explicité ci-après | Version normale ou de jure d'un drapeau ou pavillon *                          |
| Symbole décrivant l'usage, explicité ci-après | Proposition de drapeau ou pavillon, qui n'a jamais été acceptée officiellement |
| Symbole décrivant l'usage, explicité ci-après | Reconstruction seulement d'après des sources écrites                           |
| Symbole décrivant l'usage, explicité ci-après | Verso d'un drapeau ou pavillon                                                 |
| Symbole décrivant l'usage, explicité ci-après | Variante d'un drapeau ou pavillon basé sur le même schéma                      |
| Symbole décrivant l'usage, explicité ci-après | Alternative comme drapeau ou pavillon équivalent                               |
| Symbole décrivant l'usage, explicité ci-après | Version de facto d'un drapeau ou pavillon                                      |
| Symbole décrivant l'usage, explicité ci-après | Drapeau ou pavillon bilatéral dont le verso est différent                      |
| Symbole décrivant l'usage, explicité ci-après | Représentation du drapeau ou pavillon de façon que la hampe se trouve à droite |
| Symbole décrivant l'usage, explicité ci-après | Drapeau historique *                                                           |
| Symbole décrivant l'usage, explicité ci-après | Drapeau non autorisé à représenter le pays ou l'organisation                   |

### Exemple

Drapeau officiel de la France
Variante possible du drapeau français
Ancien drapeau de l'Espagne (1785–1873, 1875–1931)
Recto du drapeau du Paraguay
Verso du drapeau du Paraguay